# Dreistelzberg

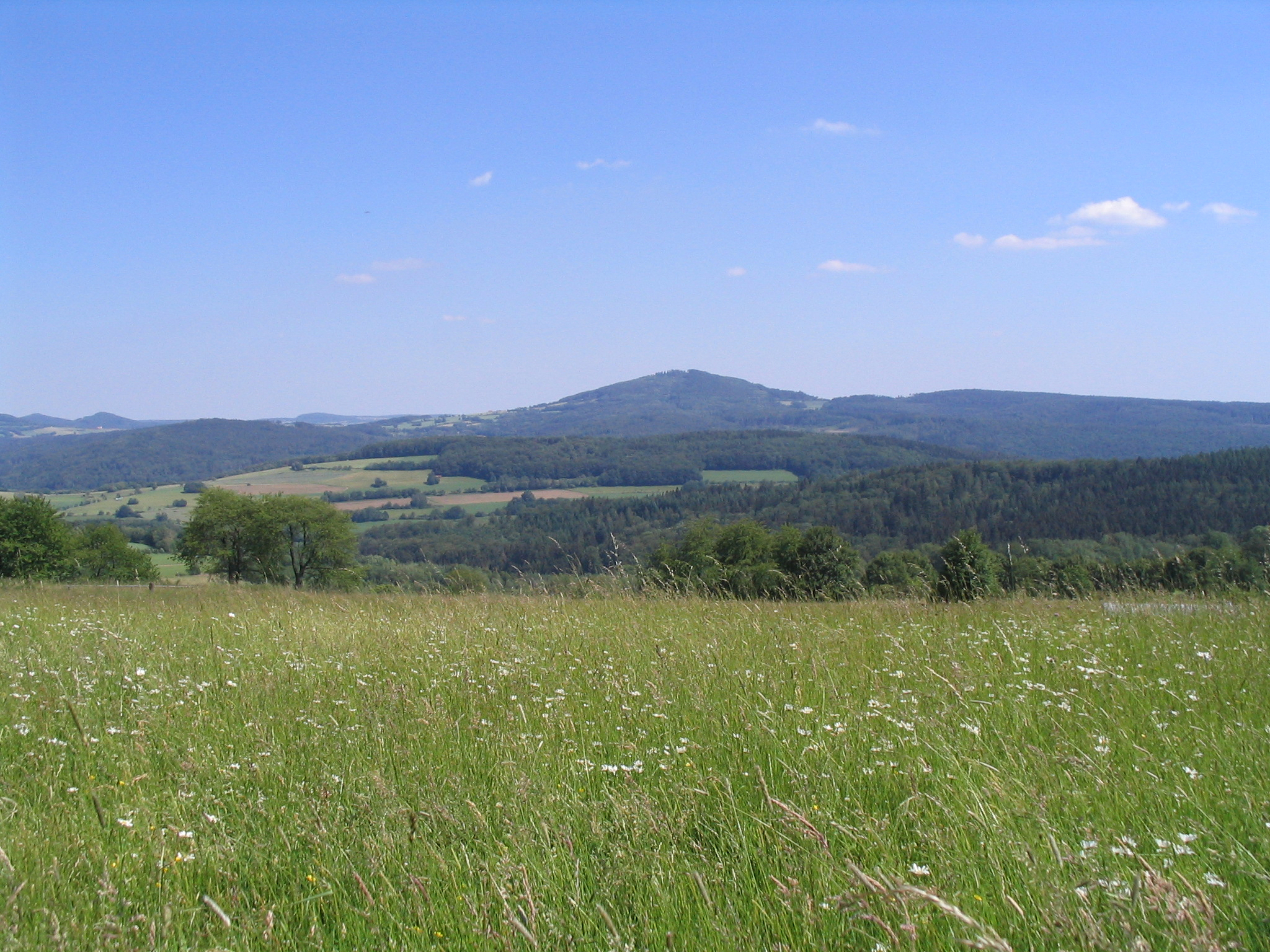
Blick vom Südosthang des Berges Stiftes südostwärts zum Dreistelzberg

Der Dreistelzberg (auch Dreistelzkopf oder nur Dreistelz genannt) ist ein 660,4 m ü. NHN hoher Berg der Rhön. Er ist der höchste Berg der Brückenauer Kuppenrhön und liegt nahe Bad Brückenau im bayerischen Landkreis Bad Kissingen.
Der Berg zählt zwar nicht zu den höchsten Rhöngipfeln, ist aber dank seiner etwas isolierten Lage am Südwestrand des Gebirges eine auffallende Berggestalt, die sich deutlich über ihre Umgebung erhebt. Auf ihm steht der Aussichtsturm Dreistelzberg.

## Geographie

### Lage
Der Dreistelzberg erhebt sich beim Übergangsbereich der Rhön zum südwestlich liegenden Spessart – innerhalb des Biosphärenreservats Rhön und im Naturpark Bayerische Rhön. Sein Gipfel liegt 4,1 km südsüdwestlich der Kernstadt von Bad Brückenau sowie 0,8 km westsüdwestlich von Dreistelz, 1,2 km nordnordwestlich von Modlos und 1,3 km nordnordöstlich von Haghof, drei Gemeindeteilen von Oberleichtersbach. Großteile des Berges und sein Gipfel gehören zum Dreistelzer Forst, dem flächig kleinsten gemeindefreien Gebiet im Landkreis Bad Kissingen.
Nach Norden bis Westen fällt die Landschaft des Dreistelzberges in das Tal der Sinn ab, die im Westen vom am Berg quellenden Kretzengraben gespeist wird. Nach Südosten fällt sie über den vorgelagerten Apfelberg (ca. 425 m) in jenes der Schondra ab, in die der südsüdwestlich des Berges entspringende Detterbach mündet; letzterer wird vom auf der Südflanke des Berges quellenden Apfelbach gespeist.
Auf dem Dreistelzberg liegen Teile des Landschaftsschutzgebiets Bayerische Rhön (CDDA-Nr. 396113; 959,8027 km² groß).

### Naturräumliche Zuordnung
Der Dreistelzberg gehört in der naturräumlichen Haupteinheitengruppe Osthessisches Bergland (Nr. 35), in der Haupteinheit Vorder- und Kuppenrhön (353) und in der Untereinheit Kuppenrhön (353.2) zum Naturraum Brückenauer Kuppenrhön (353.20). Nach Osten und Süden fällt die Landschaft in den zur Untereinheit Hammelburger Südrhön (140.1) zählenden Teil Adelsberger Wald (140.101) des Naturraums Schondra-Thulba-Südrhön (140.10) und nach Südwesten in die Untereinheit Gemünden-Zeitlofser Wald (140.0) ab, die beide in der Haupteinheitengruppe Odenwald, Spessart und Südrhön (14) zur Haupteinheit Südrhön (140) gehören.

## Geotop
Der Vulkankegel Dreistelz ist vom Bayerischen Landesamt für Umwelt als wertvolles Geotop (Geotop-Nummer: 672R002) ausgewiesen.

## Aussichtsturm Dreistelzberg

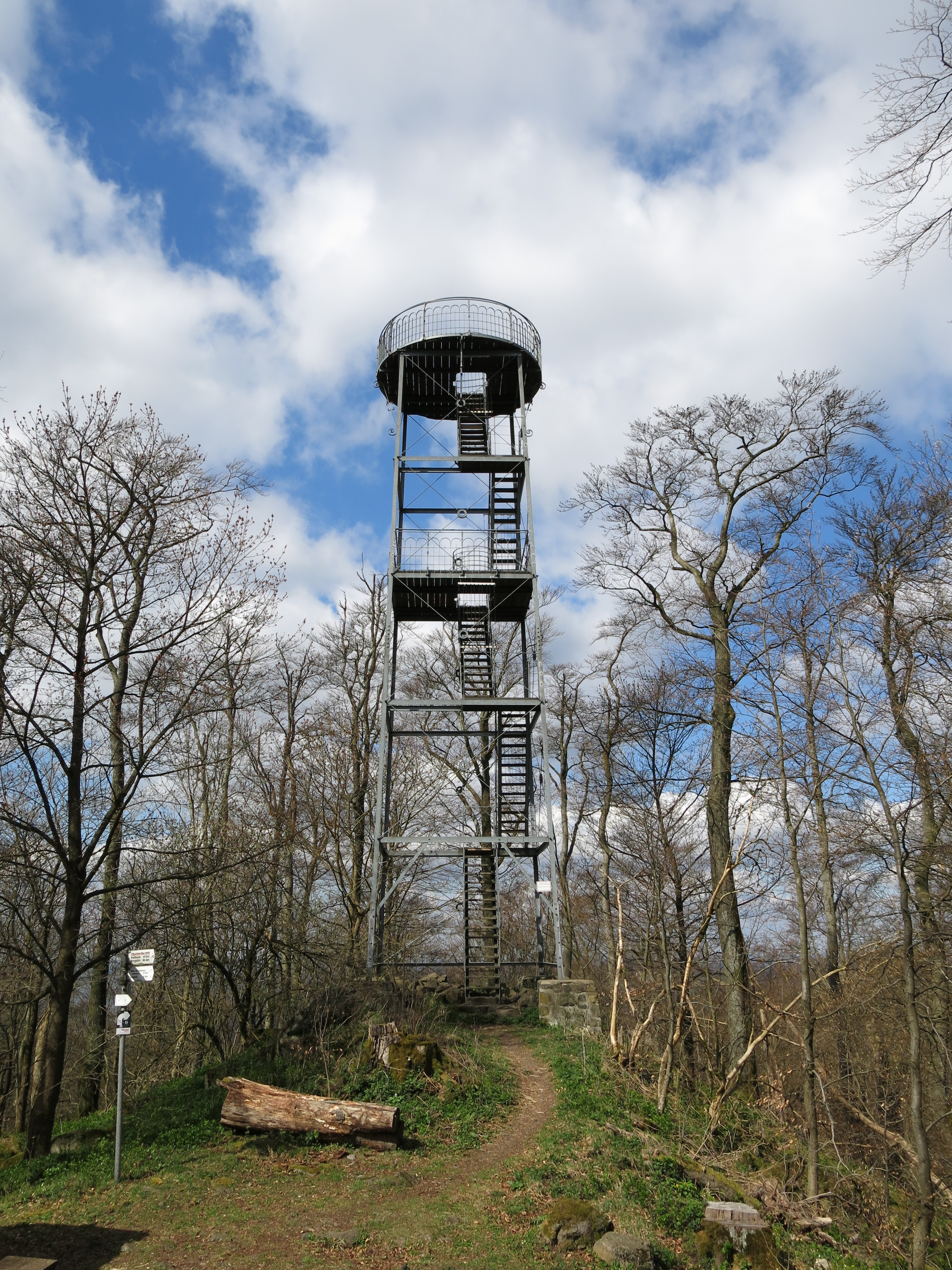
Aussichtsturm Dreistelzberg von Osten

Auf dem Westteil der auf Waldwegen erreichbaren Gipfelregion des Dreistelzbergs stand bereits im 19. Jahrhundert ein hölzerner Aussichtsturm, der 1878 „erneuert“ wurde. Er war 12 m hoch und hatte 49 Stufen.
Der heutige Aussichtsturm Dreistelzberg, der als architektonisch interessante und äußerst luftige, aber dennoch sehr stabile Stahlkonstruktion errichtet wurde, stammt von 1895. Er besteht aus fünf etwa 3 m hohen Quadern mit quadratischem Querschnitt von 4 m Seitenlänge. Der 16,2 m hohe Turm hat auf etwa 9 m Höhe eine quadratische Plattform sowie eine 15,2 m hoch liegende runde Aussichtskanzel mit 4,3 m Durchmesser. 1998 wurde der Turm in die „Denkmalliste aufgenommen“ und 2002 komplett saniert. Hierzu wurde der Turm demontiert und die Einzelteile zu einer Stahlbauwerkstatt transportiert, wo sie gereinigt und feuerverzinkt wurden. Anschließend wurde er am alten Turmstandort wieder zusammengebaut und aufgestellt. 2003 wurde er wiedereröffnet.
Vom Turm bietet sich ein Fast-Rundumblick: An klaren Tagen reicht der Blick im Westen bis zum Großen Feldberg im Taunus. Im Südwesten schaut man zum Spessart. Im Süden reicht der Blick bis zu den Höhen des Steigerwalds. Nach Osten ist die Aussicht auf den Kreuzberg und die Schwarzen Berge (beide zur Rhön zählend) durch Bäume versperrt, wohingegen man in Richtung Nordosten den Blick zur Dammersfeldkuppe und den Tiefblick auf Bad Brückenau hat. Im Norden reicht der Blick bis zum Knüll, im Nordwesten kann man hinter dem Hessischen Landrücken deutlich den Vogelsberg erkennen.

## Galerie

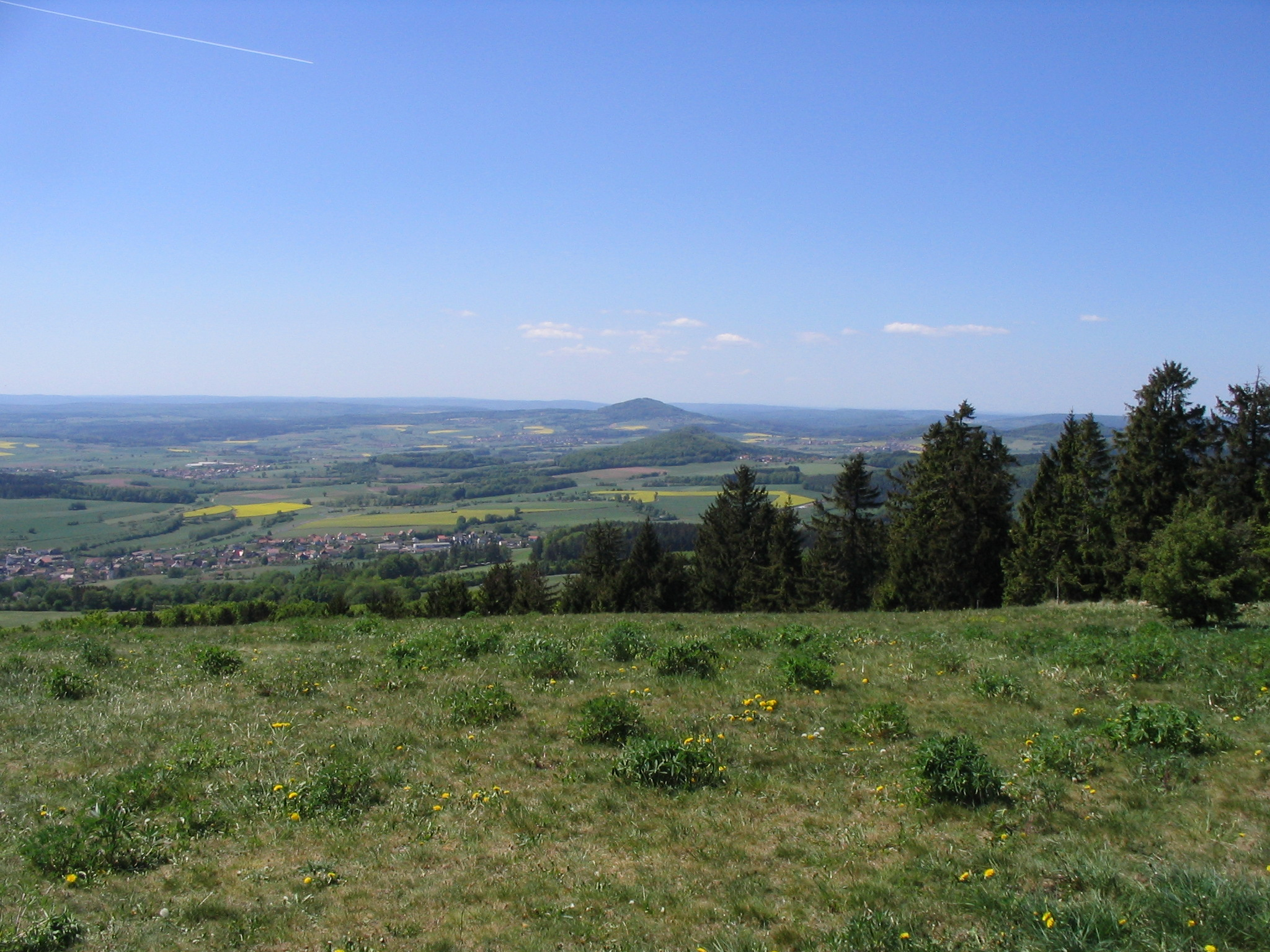
Ansicht von Osten (Platzer Kuppe; 736,8 m)
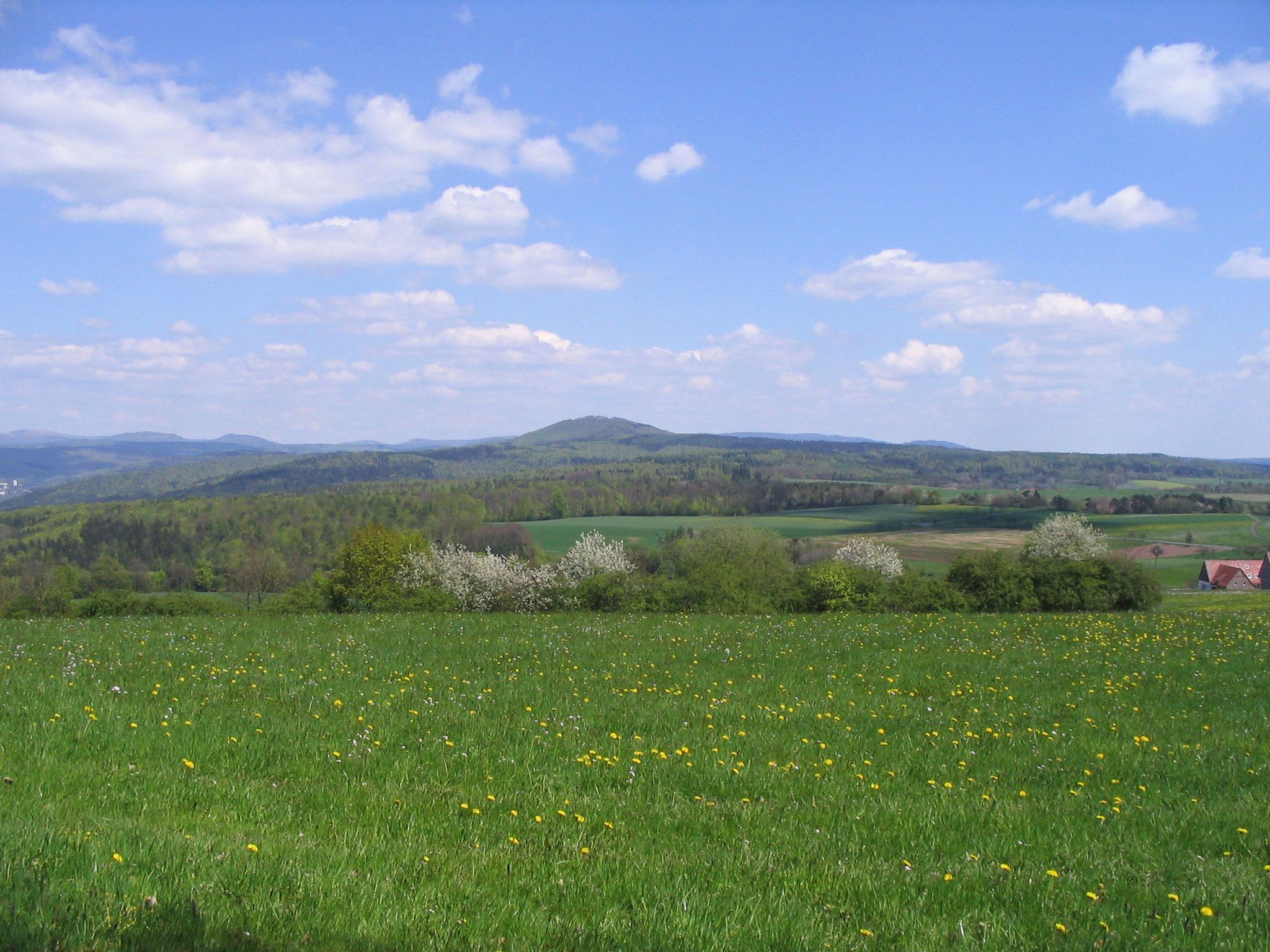
Ansicht des Berges von Südwesten nahe Roßbach
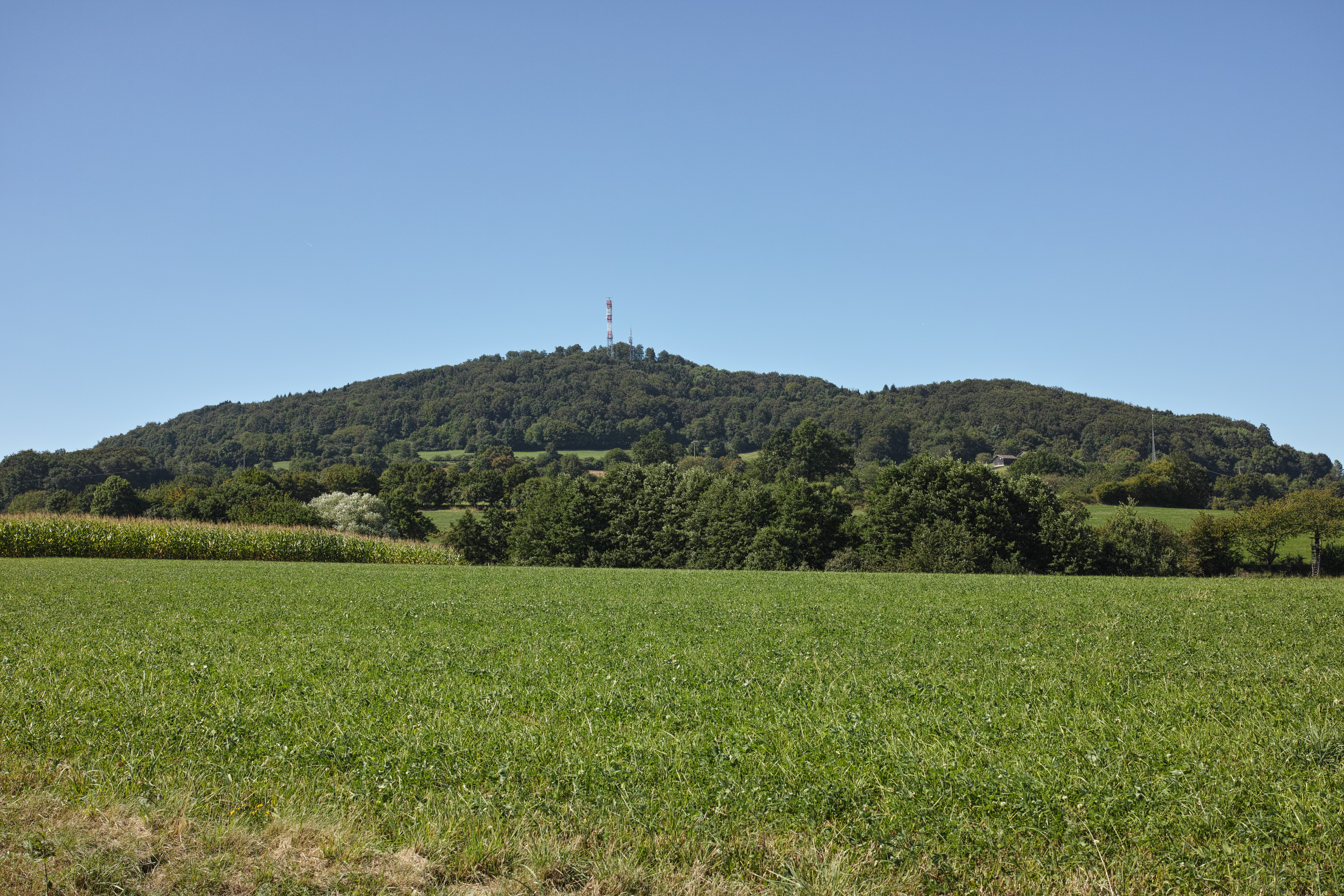
Ansicht von Süden

## Sage
Der Sage nach erhielt der Dreistelzberg seinen Namen durch „die drei Stolzen“, drei hochmütige Jungfrauen, deren Schloss von einem zurückgewiesenen nächtlichen Pilger verwünscht wurde und in den Tiefen des Berges versank.